# Plateumaris akiensis
Plateumaris akiensis is een keversoort uit de familie bladkevers (Chrysomelidae). De wetenschappelijke naam van de soort werd in 1984 gepubliceerd door Tominaga & Katsura.